# 239675 Mottez
239675 Mottez è un asteroide della fascia principale. Scoperto nel 2008, presenta un'orbita caratterizzata da un semiasse maggiore pari a 2,3942129 au e da un'eccentricità di 0,1431012, inclinata di 2,88289° rispetto all'eclittica.
L'asteroide è dedicato all'astronomo francese Fabrice Mottez.